# الدوري السويدي الدرجة الثانية 2013
الدوري السويدي الدرجة الثانية 2013 (بالسويدية: Division 2 i fotboll för herrar 2013)‏ هو موسم من الدوري السويدي الدرجة الثانية. فاز فيه Skellefteå FF ‏.